# Haplopediasia aurantilineellus
Haplopediasia aurantilineellus là một loài bướm đêm trong họ Crambidae.